# 2012-es labdarúgó-Európa-bajnokság (selejtező – D csoport)
A 2012-es labdarúgó-Európa-bajnokság selejtezőjének D csoportjának mérkőzéseit tartalmazó lapja. A csoport sorsolását 2010. február 7-én tartották Lengyelország fővárosában, Varsóban. A csoportban körmérkőzéses, oda-visszavágós rendszerben játszottak egymással a labdarúgó-válogatottak.
A csoportban hat válogatott, Franciaország, Románia, Bosznia-Hercegovina, Fehéroroszország, Albánia és Luxemburg szerepel. A csoportelső automatikus résztvevője lett a 2012-es labdarúgó-Európa-bajnokságnak. A csoport második helyezettje, Bosznia-Hercegovina  pótselejtezőt játszik.

## Tabella
| Hely. | Csapat              | M  | Gy | D | V | G+ | G– | Gk  | P  | Továbbjutás                           |     | Franciaország | Bosznia-Hercegovina | Románia | Fehéroroszország | Albánia | Luxemburg |
| ----- | ------------------- | -- | -- | - | - | -- | -- | --- | -- | ------------------------------------- | --- | ------------- | ------------------- | ------- | ---------------- | ------- | --------- |
| 1.    | Franciaország       | 10 | 6  | 3 | 1 | 15 | 4  | +11 | 21 | Kijutott a 2012-es Európa-bajnokságra |     | —             | 1–1                 | 2–0     | 0–1              | 3–0     | 2–0       |
| 2.    | Bosznia-Hercegovina | 10 | 6  | 2 | 2 | 17 | 8  | +9  | 20 | Pótselejtezőbe került                 |     | 0–2           | —                   | 2–1     | 1–0              | 2–0     | 5–0       |
| 3.    | Románia             | 10 | 3  | 5 | 2 | 13 | 9  | +4  | 14 |                                       |     | 0–0           | 3–0                 | —       | 2–2              | 1–1     | 3–1       |
| 4.    | Fehéroroszország    | 10 | 3  | 4 | 3 | 8  | 7  | +1  | 13 |                                       | 1–1 | 0–2           | 0–0                 | —       | 2–0              | 2–0     |           |
| 5.    | Albánia             | 10 | 2  | 3 | 5 | 7  | 14 | −7  | 9  |                                       | 1–2 | 1–1           | 1–1                 | 1–0     | —                | 1–0     |           |
| 6.    | Luxemburg           | 10 | 1  | 1 | 8 | 3  | 21 | −18 | 4  |                                       | 0–2 | 0–3           | 0–2                 | 0–0     | 2–1              | —       |           |

## Mérkőzések
Az UEFA versenyszabályzatának 11.04 pontja szerint a csoportban szereplő országok labdarúgó-szövetségeinek a sorsolást követően 30 napjuk volt arra, hogy az egyes mérkőzések dátumairól megegyezzenek.
A csoportban szereplő országok labdarúgó-szövetségei a mérkőzések dátumairól 2010. február 19-én Luxembourgban egyeztettek.
| 2010. szeptember 3. 21:00 (UTC+3) |

| Románia    | 1–1               | Albánia    |
| ---------- | ----------------- | ---------- |
| Stancu 80' | (0–0) Jegyzőkönyv | Muzaka 87' |

| Stadionul Ceahlăul, Karácsonkő Nézőszám: 13 000 Játékvezető: Robert Schörgenhofer (osztrák) |

| 2010. szeptember 3. 21:15 (UTC+2) |

| Luxemburg | 0–3               | Bosznia-Hercegovina             |
| --------- | ----------------- | ------------------------------- |
|           | (0–3) Jegyzőkönyv | Ibričić 6' Pjanić 12' Džeko 16' |

| Stade Josy Barthel, Luxembourg Nézőszám: 7 327 Játékvezető: Veaceslav Banari (moldáv) |

| 2010. szeptember 3. 21:00 (UTC+2) |

| Franciaország | 0–1               | Fehéroroszország |
| ------------- | ----------------- | ---------------- |
|               | (0–0) Jegyzőkönyv | Kiszljak 86'     |

| Stade de France, Saint-Denis Nézőszám: 76 395 Játékvezető: William Collum (skót) |

| 2010. szeptember 7. 20:30 (UTC+3) |

| Fehéroroszország | 0–0         | Románia |
| ---------------- | ----------- | ------- |
|                  | Jegyzőkönyv |         |

| Dinama Stadion, Minszk Nézőszám: 15 000 Játékvezető: Pavel Kralovec (cseh) |

| 2010. szeptember 7. 20:15 (UTC+2) |

| Albánia    | 1–0               | Luxemburg |
| ---------- | ----------------- | --------- |
| Salihi 37' | (1–0) Jegyzőkönyv |           |

| Qemal Stafa, Tirana Nézőszám: 11 000 Játékvezető: Richard Trutz (szlovák) |

| 2010. szeptember 7. 21:00 (UTC+2) |

| Bosznia-Hercegovina | 0–2               | Franciaország           |
| ------------------- | ----------------- | ----------------------- |
|                     | (0–0) Jegyzőkönyv | Benzema 72' Malouda 78' |

| Asim Ferhatović Hase Stadium, Szarajevó Nézőszám: 30 000 Játékvezető: Felix Brych (német) |

| 2010. október 8. 20:15 (UTC+2) |

| Luxemburg | 0–0         | Fehéroroszország |
| --------- | ----------- | ---------------- |
|           | Jegyzőkönyv |                  |

| Stade Josy Barthel, Luxembourg Nézőszám: 1857 Játékvezető: Alekszandar Sztavrev (macedón) |

| 2010. október 8. 20:30 (UTC+2) |

| Albánia    | 1–1               | Bosznia-Hercegovina |
| ---------- | ----------------- | ------------------- |
| Duro 45+2' | (1–1) Jegyzőkönyv | Ibišević 21'        |

| Qemal Stafa, Tirana Nézőszám: 11 300 Játékvezető: Kristinn Jakobsson (izlandi) |

| 2010. október 9. 21:00 (UTC+2) |

| Franciaország           | 2–0               | Románia |
| ----------------------- | ----------------- | ------- |
| Rémy 83' Gourcuff 90+3' | (0–0) Jegyzőkönyv |         |

| Stade de France, Saint-Denis Nézőszám: 79 299 Játékvezető: Pedro Proença (portugál) |

| 2010. október 12. 20:30 (UTC+3) |

| Fehéroroszország         | 2–0               | Albánia      |
| ------------------------ | ----------------- | ------------ |
| Radijonav 10' Krivec 77' | (1–0) Jegyzőkönyv | Dallku 90+1′ |

| Dinama Stadion, Minszk Nézőszám: 7000 Játékvezető: Peter Rasmussen (dán) |

| 2010. október 12. 21:00 (UTC+2) |

| Franciaország            | 2–0               | Luxemburg  |
| ------------------------ | ----------------- | ---------- |
| Benzema 22' Gourcuff 76' | (1–0) Jegyzőkönyv | Peters 54′ |

| Stade Saint-Symphorien, Metz Nézőszám: 24 710 Játékvezető: Matej Jug (szlovén) |

| 2011. március 25. 21:00 (UTC+1) |

| Luxemburg | 0–2               | Franciaország          |
| --------- | ----------------- | ---------------------- |
|           | (0–1) Jegyzőkönyv | Mexès 28' Gourcuff 72' |

| Stade Josy Barthel, Luxembourg Nézőszám: 8400 Játékvezető: Tom Harald Hagen (norvég) |

| 2011. március 26. 19:15 (UTC+1) |

| Bosznia-Hercegovina    | 2–1               | Románia    |
| ---------------------- | ----------------- | ---------- |
| Ibišević 63' Džeko 83' | (0–1) Jegyzőkönyv | Marica 29' |

| Bilino Polje, Zenica Nézőszám: 12 000 Játékvezető: Fernando Teixeira Vitienes (spanyol) |

| 2011. március 26. 20:00 (UTC+1) |

| Albánia    | 1–0               | Fehéroroszország |
| ---------- | ----------------- | ---------------- |
| Salihi 62' | (0–0) Jegyzőkönyv |                  |

| Qemal Stafa, Tirana Nézőszám: 11 500 Játékvezető: Markus Strömbergsson (svéd) |

| 2011. március 29. 19:45 (UTC+3) |

| Románia               | 3–1               | Luxemburg  |
| --------------------- | ----------------- | ---------- |
| Mutu 24' 68' Zicu 78' | (1–1) Jegyzőkönyv | Gerson 22' |

| Ceahlăul Stadion, Piatra Neamţ Játékvezető: Hüseyin Göçek (török) |

| 2011. június 3. 21:00 (UTC+3) |

| Románia                 | 3–0               | Bosznia-Hercegovina |
| ----------------------- | ----------------- | ------------------- |
| Mutu 35' Marica 39' 55' | (2–0) Jegyzőkönyv |                     |

| Stadionul Giuleşti-Valentin Stănescu, Bukarest Játékvezető: Jonas Eriksson (svéd) |

| 2011. június 3. 21:50 (UTC+3) |

| Fehéroroszország   | 1–1               | Franciaország |
| ------------------ | ----------------- | ------------- |
| Abidal 20' (öngól) | (1–1) Jegyzőkönyv | Malouda 22'   |

| Dinama Stadion, Minszk Játékvezető: David Fernández Borbalán (spanyol) |

| 2011. június 7. 20:00 (UTC+3) |

| Fehéroroszország                      | 2–0               | Luxemburg |
| ------------------------------------- | ----------------- | --------- |
| Karnyilenka 48' (11-esből) Pucila 73' | (0–0) Jegyzőkönyv |           |

| Dinama Stadion, Minszk Játékvezető: Anar Salmanov (azeri) |

| 2011. június 7. 20:15 (UTC+2) |

| Bosznia-Hercegovina          | 2–0               | Albánia |
| ---------------------------- | ----------------- | ------- |
| Medunjanin 67' Maletić 90+1' | (0–0) Jegyzőkönyv |         |

| Bilino Polje, Zenica Játékvezető: Kevin Blom (holland) |

| 2011. szeptember 2. 19:30 (UTC+2) |

| Luxemburg | 0–2               | Románia       |
| --------- | ----------------- | ------------- |
|           | (0–2) Jegyzőkönyv | Torje 34' 45' |

| Stade Josy Barthel, Luxembourg Játékvezető: Szergej Karaszjov (orosz) |

| 2011. szeptember 2. 20:30 (UTC+3) |

| Fehéroroszország | 0–2               | Bosznia-Hercegovina                     |
| ---------------- | ----------------- | --------------------------------------- |
|                  | (0–2) Jegyzőkönyv | Salihović 21' (11-esből) Medunjanin 24' |

| Dinama Stadion, Minszk Játékvezető: Kassai Viktor (magyar) |

| 2011. szeptember 2. 21:00 (UTC+2) |

| Albánia     | 1–2               | Franciaország          |
| ----------- | ----------------- | ---------------------- |
| Bogdani 46' | (0–2) Jegyzőkönyv | Benzema 11' M'Vila 18' |

| Qemal Stafa, Tirana Játékvezető: Aleksei Nikolaev (orosz) |

| 2011. szeptember 6. 20:15 (UTC+2) |

| Bosznia-Hercegovina | 1–0               | Fehéroroszország |
| ------------------- | ----------------- | ---------------- |
| Misimović 87'       | (0–0) Jegyzőkönyv |                  |

| Bilino Polje, Zenica Játékvezető: Martin Atkinson (angol) |

| 2011. szeptember 6. 20:15 (UTC+2) |

| Luxemburg               | 2–1               | Albánia     |
| ----------------------- | ----------------- | ----------- |
| Bettmer 27' Joachim 78' | (1–0) Jegyzőkönyv | Bogdani 64' |

| Stade Josy Barthel, Luxembourg Játékvezető: Petteri Kari (finn) |

| 2011. szeptember 6. 21:30 (UTC+3) |

| Románia | 0–0         | Franciaország |
| ------- | ----------- | ------------- |
|         | Jegyzőkönyv |               |

| Stadionul Naţional, Bukarest Játékvezető: Howard Webb (angol) |

| 2011. október 7. 20:00 (UTC+2) |

| Bosznia-Hercegovina                                              | 5–0               | Luxemburg |
| ---------------------------------------------------------------- | ----------------- | --------- |
| Džeko 12' Misimović 15' 22' (11-esből) Pjanić 36' Medunjanin 51' | (4–0) Jegyzőkönyv |           |

| Bilino Polje, Zenica Játékvezető: Simon Lee Evans (walesi) |

| 2011. október 7. 21:30 (UTC+3) |

| Románia                 | 2–2               | Fehéroroszország          |
| ----------------------- | ----------------- | ------------------------- |
| Mutu 19' 51' (11-esből) | (1–1) Jegyzőkönyv | Kornilenko 45' Drahun 82' |

| Nemzeti Stadion, Bukarest Játékvezető: Alan Kelly (ír) |

| 2011. október 7. 21:00 (UTC+2) |

| Franciaország                       | 3–0               | Albánia |
| ----------------------------------- | ----------------- | ------- |
| Malouda 11' Rémy 37' Réveillère 66' | (2–0) Jegyzőkönyv |         |

| Stade de France, Saint-Denis Játékvezető: Mihálisz Kukulákisz (görög) |

| 2011. október 11. 20:00 (UTC+2) |

| Albánia    | 1–1               | Románia    |
| ---------- | ----------------- | ---------- |
| Salihi 24' | (1–0) Jegyzőkönyv | Luchin 77' |

| Qemal Stafa, Tirana Játékvezető: Gediminas Mažeika (litván) |

| 2011. október 11. 21:00 (UTC+2) |

| Franciaország        | 1–1               | Bosznia-Hercegovina |
| -------------------- | ----------------- | ------------------- |
| Nasri 77' (11-esből) | (0–1) Jegyzőkönyv | Džeko 40'           |

| Stade de France, Saint-Denis Játékvezető: Craig Thomson (skót) |

## Gólszerzők
| Helyezés | Játékos           | Ország              | Gólok |
| -------- | ----------------- | ------------------- | ----- |
| 1        | Yoann Gourcuff    | Franciaország       | 3     |
| 2        | Hamdi Salihi      | Albánia             | 2     |
| 2        | Edin Džeko        | Bosznia-Hercegovina | 2     |
| 2        | Vedad Ibišević    | Bosznia-Hercegovina | 2     |
| 2        | Karim Benzema     | Franciaország       | 2     |
| 3        | Klodian Duro      | Albánia             | 1     |
| 3        | Gjergji Muzaka    | Albánia             | 1     |
| 3        | Szjarhej Kiszljak | Fehéroroszország    | 1     |
| 3        | Szjarhej Krivec   | Fehéroroszország    | 1     |
| 3        | Vital Radijonav   | Fehéroroszország    | 1     |
| 3        | Senijad Ibričić   | Bosznia-Hercegovina | 1     |
| 3        | Miralem Pjanić    | Bosznia-Hercegovina | 1     |
| 3        | Florent Malouda   | Franciaország       | 1     |
| 3        | Philippe Mexès    | Franciaország       | 1     |
| 3        | Loïc Rémy         | Franciaország       | 1     |
| 3        | Bogdan Stancu     | Románia             | 1     |

## Nézőszám
| Ország              | Legmagasabb | Legalacsonyabb | Átlagos |
| ------------------- | ----------- | -------------- | ------- |
| Albánia             | 11 800      | 11 300         | 11 550  |
| Fehéroroszország    | 15 000      | 15 000         | 15 000  |
| Bosznia-Hercegovina | 30 000      | 30 000         | 30 000  |
| Franciaország       | 79 299      | 76 395         | 77 847  |
| Luxemburg           | 7 327       | 1 857          | 4 592   |
| Románia             | 13 000      | 13 000         | 13 000  |

## Külső hivatkozások
- UEFA hivatalos honlapja
- A 2012-es labdarúgó-Európa-bajnokság hivatalos oldala
- A 2012-es labdarúgó-Európa-bajnokság szabályzata